# Tidiga människor och eld
Konsten att kontrollera eld har bidragit till människosläktets förökning, genom att det givit människorna ökade möjligheter att tillreda proteiner och kolhydrater, samt vidare utöka människans nattliga aktivitet och skydd mot rovdjur och insekter. För den tidiga människan utgjorde därför upptäckten ett banbrytande steg mot en avgörande kulturell evolution.

## Upptäckter

### Östafrika
De första idag kända förekomsterna av mänskligt upprättad eld härstammar från olika arkeologiska fynd i östra Afrika, som exempelvis Chesowanja, Lake Baringo och Koobi Fora, samt i den geologiska formationen Olorgesailie i Kenya. Vid platserna FxJjzoE och FxJj50  [sic] i Koobi Foora återfinns gamla bevis av eld upprättad av människoarten Homo erectus, daterade till cirka 1,5 miljoner år före nutid. Värmebehandling av denna typ av lera har visat sig kräva temperaturer i området 200–400 °C. Av denna anledning menar antropologer att Homo erectus var den första art av människa som lärde sig kontrollera eld.
Upptäckterna vid Chesowanja består av fragment från krukor tillverkade av röd lera, daterade till cirka 1,42 miljoner år före nutid. Återupphettning av de funna fragmenten tyder på att temperaturen i krukorna måste ha överstigit 400 °C i samband med den ursprungliga bränningen av leran.
I kenyanska Oloresailie har man i utgrävningar återfunnit träkol, men det är osäkert huruvida detta träkols ursprung kan tillskrivas en mänskligt upprättad eld, eller om det härstammar från en skogsbrand.
I den etiopiska woredan Gedeb har arkeologer funnit fragment av den vulkaniska bergarten tuff som av allt att döma blivit brända, men här finns en möjlighet att återupphettningen av fragmenten skett genom vulkanisk, snarare än mänsklig aktivitet. Dessa fragment har påträffats tillsammans med olika artefakter skapade av Homo erectus tillhörande acheuléenkulturen.
Vidare har ett antal fynd hittats i konformade fördjupningar i dalgången kring floden Awash, vilka kräver temperaturer omkring 200 °C för att bildas.